# Förlåt! Nej, jag menar aj. (album)
Förlåt! Nej, jag menar aj! är en diktsamling som utgavs av Regina Lund 2005. Den tonsattes av Joakim Thåström och gavs ut som album 2006 av Regina Records/Cramada tillsammans med Lionheart Music.

## Låtlista
1. "Det skulle komma någonting annat / Tala mitt språk" 5:18
2. "Lotta Lund" 5:03
3. "Jag vill sitta längst fram i bussen" 0:39
4. "Mitt hjärta" 4:04
5. "Människomissbruk" 5:51
6. "Moder Svea - Ett äkta svenskt självmord" 5:05
7. "Ett stycke för mycket / Alla pratar / Tack" 13:35
8. "Jag är osynlig" 6:12
9. "Lilla Lotta Lundströms Längtbassäng" 11:59

## Recensioner
- Kristin Lundell (20 december 2006). ”Regina Lund”. Svenska Dagbladet. Arkiverad från originalet den 10 februari 2007. https://web.archive.org/web/20070210221850/http://www.svd.se/dynamiskt/rec_skivor/did_14301108.asp. Läst 17 augusti 2013.